# Jeff Maysh
Jeff Maysh (Nassau, Bahamas, 30 de marzo de 1982) es un escritor, autor y periodista británico-estadounidense.

## Periodismo
Maysh comenzó su carrera en la revista masculina británica Loaded. Se trasladó a Estados Unidos en 2010 para cubrir el crimen internacional, para publicaciones como The Atlantic.
Como corresponsal de la BBC, Maysh se convirtió en el primer periodista en entrar en la tristemente célebre Korydallos, cerca de Atenas. Su perfil del preso Vassilis Paleokostas, un atracador de bancos griego que escapó de la cárcel en helicóptero, en dos ocasiones, se publicó en la BBC News Magazine el 25 de septiembre de 2014..
Su historia sobre Steve Davies, un mítico aficionado al fútbol que marcó un gol para el West Ham United, fue incluida en la sección de notables de 'Best American Sports Writing 2014', y votada como número uno en una encuesta sobre 'las mejores historias de fútbol de la historia'. 
En mayo de 2015, Paramount Pictures adquirió los derechos cinematográficos de la historia de Maysh The Wedding Sting. Según un informe de Variety, la puja se hizo «competitiva» entre los estudios de Hollywood por el relato real de un departamento de policía rural de Michigan que atrapó a traficantes de drogas con una boda falsa. La historia se publicó por primera vez en The Atlantic.
En 2016, Maysh ganó 'Mejor reportaje sobre crímenes' y 'Mejor reportaje (más de 1.000 palabras)' en la 58ª edición de los Premios Anuales de Periodismo del Sur de California. Ambos premios reconocieron su reportaje en Playboy sobre un granjero de Michigan que dirigía una operación de contrabando de 4 millones de dólares con dispensadores de Pez falsificados. 
Su libro de 2016 Handsome Devil trata sobre Victor Lustig, mientras que al año siguiente El espía sin nombre trata sobre Erwin van Haarlem, un espía checoslovaco.
En 2018, Maysh publicó en The Daily Beast un artículo de 8.900 palabras sobre un gran fraude relacionado con la McDonald's Monopoly. Esta historia de un ex policía que robó 20 millones de dólares en efectivo y premios se convirtió en objeto de una guerra de ofertas en Hollywood.  La venta de los derechos cinematográficos a Ben Affleck, Matt Damon y Twentieth Century Fox por un millón de dólares fue reportada por The Hollywood Reporter como la tarifa más alta jamás pagada por un solo artículo de revista. 